# Église d'Hailuoto
L’église d'Hailuoto (en finnois : Hailuodon uusi kirkko) se situe dans la commune de Hailuoto en Finlande.

## Histoire

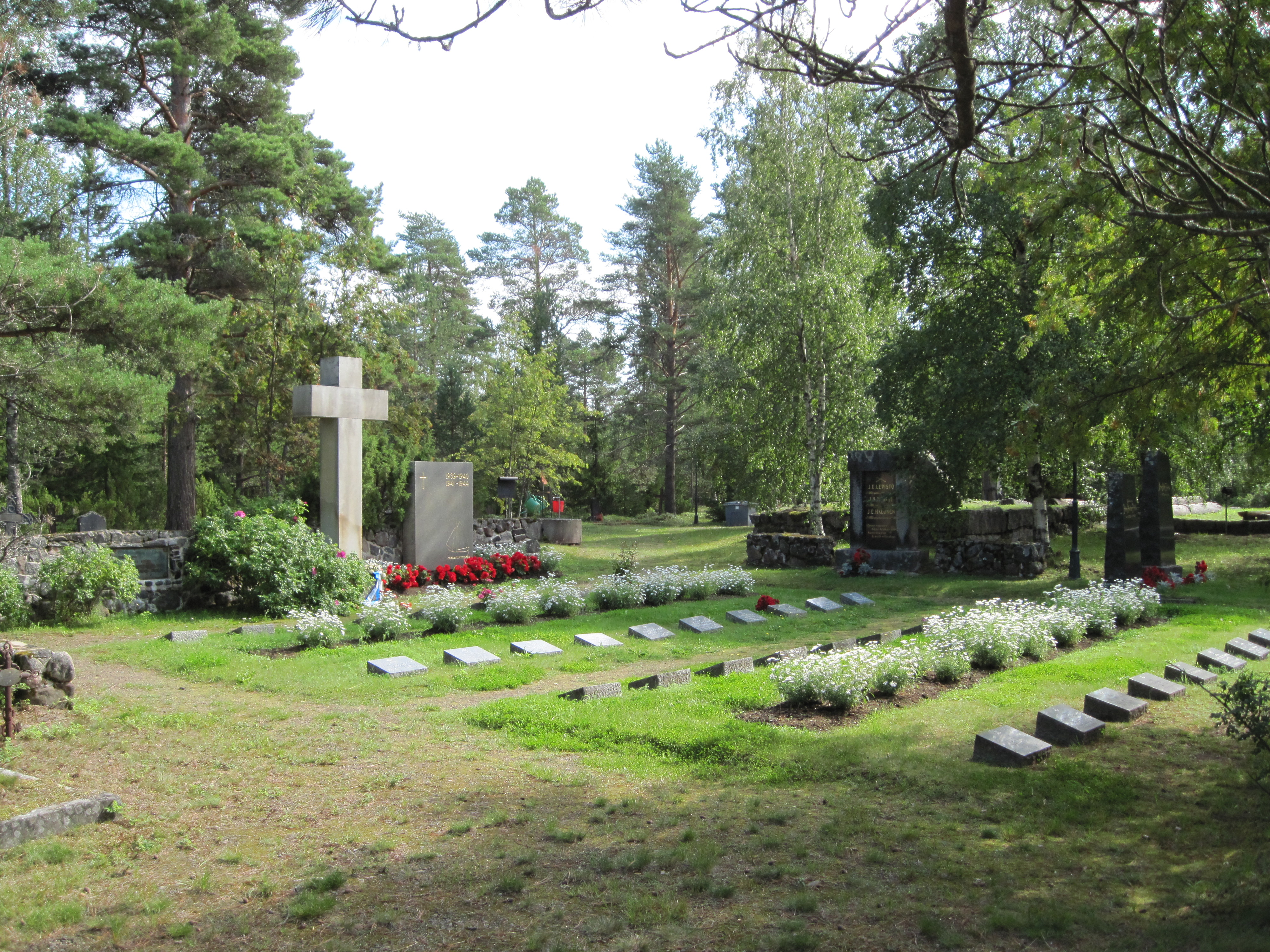
Tombes des héros tombés à la guerre.

L'église conçue par les architectes Irma et Matti Aaltonen est construite en 1972. 
Elle remplace l'ancienne église de Hailuoto qui a été détruite dans un incendie en 1968.
La chaire peinte par Mikael Toppelius vient de l’ancienne église ainsi que les statues en chêne des apôtres datant du XVIe siècle.